# Storm Jameson
Margaret Ethel Storm Jameson, né le 8 janvier 1891 à Whitby et mort le 30 septembre 1986, est une journaliste et femme de lettres anglaise, renommée pour son œuvre romanesque ainsi que pour ses essais critiques. Elle occupa également la présidence du English PEN de 1938 à 1944.

## Biographie
Margaret Storm Jameson naquit en 1891 à Whitby, dans le Yorkshire, aînée des enfants du capitaine de vaisseau et ancien maître constructeur naval William Storm Jameson et de son épouse Hannah Margaret Galilee, issue d’une lignée de riches armateurs et charpentiers de marine whitbyens,. Après une brève scolarité à l’école municipale de Scarborough, elle poursuivit ses études à l’Université de Leeds, où elle sortit primée de sa promotion. Une bourse d’étude lui permit d’intégrer en 1914 le King’s College de Londres. C’est durant cette période qu’elle s’adonna sérieusement à l’écriture, publiant en 1919 son premier roman, The Pot Boils. Sa thèse, consacrée au « Théâtre moderne en Europe », parut en 1920 et fut accueillie avec estime par la critique. Cet ouvrage marqua l’émergence de son intérêt pour les lettres européennes et leur influence sur le monde britannique. Au cours de sa carrière, elle composa quarante-huit romans, trois autobiographies, plusieurs scénarii ainsi que de nombreux essais journalistiques pour des revues nationales et transnationales. 
Margaret Storm Jameson occupa la présidence de la section anglaise du PEN International de 1938 jusqu’à ce que des affections de santé la contraignent à se retirer en 1944. Elle demeura néanmoins membre actif et vice-présidente de l’organisation jusqu’à son trépas en 1986. Durant son mandat, elle institua le PEN Refugee Writers Fund, un fonds destiné à secourir des centaines d’écrivains réfugiés et leurs familles, leur permettant de fuir l’Europe sous occupation durant la Seconde Guerre mondiale. Par ailleurs, elle s’employa à atténuer les dissensions au sein du PEN lors de la guerre froide, œuvrant pour maintenir la présence des États communistes au sein de l’organisation. Cette démarche visait à préserver la capacité du PEN à défendre les droits des auteurs dans des contrées où ceux-ci étaient fréquemment persécutés, voire supprimés. En marge de ses fonctions au PEN, elle figura parmi les membres fondateurs de la Peace Pledge Union, bien qu’elle se fût rétractée de ses convictions pacifistes au milieu des années 1930, considérant désormais que le conflit armé constituait l’unique voie vers une Europe plus équitable. 
Jameson s’impliqua dans l’engagement politique durant ses années universitaires et demeura, sa vie durant, une socialiste convaincue. Toutefois, son aversion pour la « pensée de groupe » ainsi que son attachement indéfectible aux libertés individuelles et à la libre expression la tinrent éloignée des dogmes politiques alors en vogue : elle ne fut jamais communiste, fasciste, ni véritablement pacifiste. 
Le Times fit paraître, sous la plume du critique Harold Strauss, une analyse élogieuse de Women Against Men, recueil de nouvelles de Storm Jameson. Strauss y soulignait la maîtrise formelle de l’auteure, écrivant : « Elle est si parfaitement en possession de son art, si intrinsèquement artisanale, si éminemment sélective dans sa pratique d’écrivain, qu’une appréciation circonscrite de son œuvre s’avère malaisée pour qui étudie le genre romanesque. » Par ailleurs, Jameson contribua à l’édition britannique de 1952 du Journal d’Anne Frank en en rédigeant la préface. 
Last Score, roman de l’écrivaine britannique Storm Jameson, fit l’objet d’un compte rendu élogieux dans la Saturday Review of Literature par le critique Ben Ray Redman. Ce dernier qualifia l’ouvrage de « l’un des plus accomplis de Storm Jameson », soulignant que « la trame complexe des relations humaines confère à ce récit son envergure et sa profondeur ». 
Bien que son œuvre ait été fortement estimée de son vivant et qu’elle ait joui d’une certaine notoriété, collaborant notamment au PEN Club aux côtés de figures telles que H. G. Wells, E. M. Forster, Rebecca West et de nombreux autres écrivains, l’héritage littéraire et les accomplissements de Jameson sont progressivement tombés dans l’oubli, négligés tant par la critique que par le lectorat. Toutefois, ces dernières années ont vu un regain d’intérêt pour son travail, grâce aux recherches menées par des universitaires telles que Jennifer Birkett, Phyllis Lassner, Chiara Briganti et Elizabeth Maslen.
Une biographie consacrée à Jennifer Birkett, professeure  en études françaises à l’Université de Birmingham, a été éditée par Oxford University Press en mars 2009. Par la suite, une seconde biographie, intitulée Elizabeth Maslen's Life in the Writings of Storm Jameson: A Biography, a paru en 2014 sous l’égide de Northwestern University Press. En 2020, une étude critique approfondie, War, Nation and Europe in the Novels of Storm Jameson, rédigée par Katherine Cooper, a été publiée par Bloomsbury Academic.
Les anciens Charles Morris Halls de l’Université de Leeds, après leur reconstruction, accueillent désormais un édifice baptisé Storm Jameson Court.

## Travaux

### Livres de Mary Hervey Russell
- Défilé de la compagnie (1934) Le miroir dans les ténèbres I
- L'Amour en hiver (1935) Le Miroir dans les ténèbres II
- Aucun ne se retourne (1936) Le Miroir dans les ténèbres III
- Le Journal de Mary Hervey Russell (1945)
- Avant la traversée (1947)
- Le Laurier noir (1947)

### Livres Le Triomphe du Temps
- Le Beau Navire (1927) Le Triomphe du Temps I
- Le Voyage de retour (1930) Le Triomphe du temps II
- Une poussière plus riche (1931) Le Triomphe du temps III
- Le Triomphe du Temps (trois volumes en un) (1932)

### Autres fictions
- La Marmite bout (1919)
- Les Routes heureuses (1920)
- Le Choc (1922)
- Lady Susan et la vie : une indiscrétion (1923)
- L'épouse pitoyable (1923)
- Les Trois Royaumes (1926)
- Adieu à la jeunesse (1928)
- Full Circle: A Play in One Act (1928) drame
- Le cœur unique (1932) nouvelle
- C'était hier (1932)
- Femmes contre hommes (1933) trois nouvelles
- Un jour de congé (1933) nouvelle
- En deuxième année (1936)
- La Lune se fait (1937)
- Monstre délicat (1937)
- Loving Memory (1937) roman sous le pseudonyme de James Hill
- Le roman The World Ends (1937) sous le pseudonyme de William Lamb
- Voici une bougie (1938)
- Pas de victoire pour le soldat (1938) roman sous le pseudonyme de James Hill
- Farewell Night, Welcome Day (1939) (publié aux États-Unis sous le titre The Captain's Wife )[7]
- Cousin Honoré (1940)
- L'Europe à louer (1940)
- Le Fort (1941)
- Alors nous entendrons chanter : Fantaisie en do majeur (1942)
- Mai sans nuages (1943)
- L'Autre Côté (1946)
- La Minute de vérité (1949)
- L'Homme vert (1952)
- La rivière cachée (1955)
- L'intrus (1956)
- Une tasse de thé pour M. Thorgill (1957)
- Un Ulysse de trop (1958)
- Un jour de congé (1959) romans courts, nouvelles
- La Dernière Partition, ou la Vie Privée de Sir Richard Ormston (1961)
- La Route du Monument (1962)
- Un mois bientôt passé (1962)
- L'Affaire Aristide (1964 ; publié aux États-Unis sous le titre The Blind Heart )
- Les débuts de Stephen Hind (1966)
- Le Corbeau blanc (1968)
- Il y aura un court intervalle (1973)

### Non-fiction
- Critique de Modern Drama in Europe (1920)
- Critique du roman géorgien et de M. Robinson (1929)
- Le déclin de la joyeuse Angleterre (1930) histoire
- Essai critique sur Le roman dans la vie contemporaine (1938)
- No Time Like the Present (1933) autobiographie
- Challenge to Death (1935) éditeur, essais
- L'âme de l'homme à l'ère des loisirs (1935) brochure
- Essais sur Civil Journey (1939)
- Essai sur La fin de cette guerre (1941)
- L'appel de Londres :A Salute to America (1942) éditeur, nouvelles
- Essais sur La situation de l'écrivain (1950)
- Biographie de Morley Roberts : Le dernier éminent victorien (1961)
- Voyage du Nord (Volume 1 – 1969) (Volume 2 – 1970) autobiographie
- Critique de Parthian Words (1970)
- À propos de la critique de Stendhal (1979)

## Littérature secondaire
- Jennifer Birkett, Margaret Storm Jameson : Une vie (Oxford : Oxford University Press, 2009)
- Jennifer Birkett et Chiara Briganti, (2007), Margaret Storm Jameson : Écrire en dialogue, (Newcastle upon Tyne : Cambridge Scholars Press, 2007).
- Katherine Cooper, Guerre, nation et Europe dans les romans de Storm Jameson (Londres : Bloomsbury, 2020)
- Elizabeth Maslen, La vie dans les écrits de Storm Jameson (Evanston : Northwestern University Press, 2014).